# Menissa Rambally

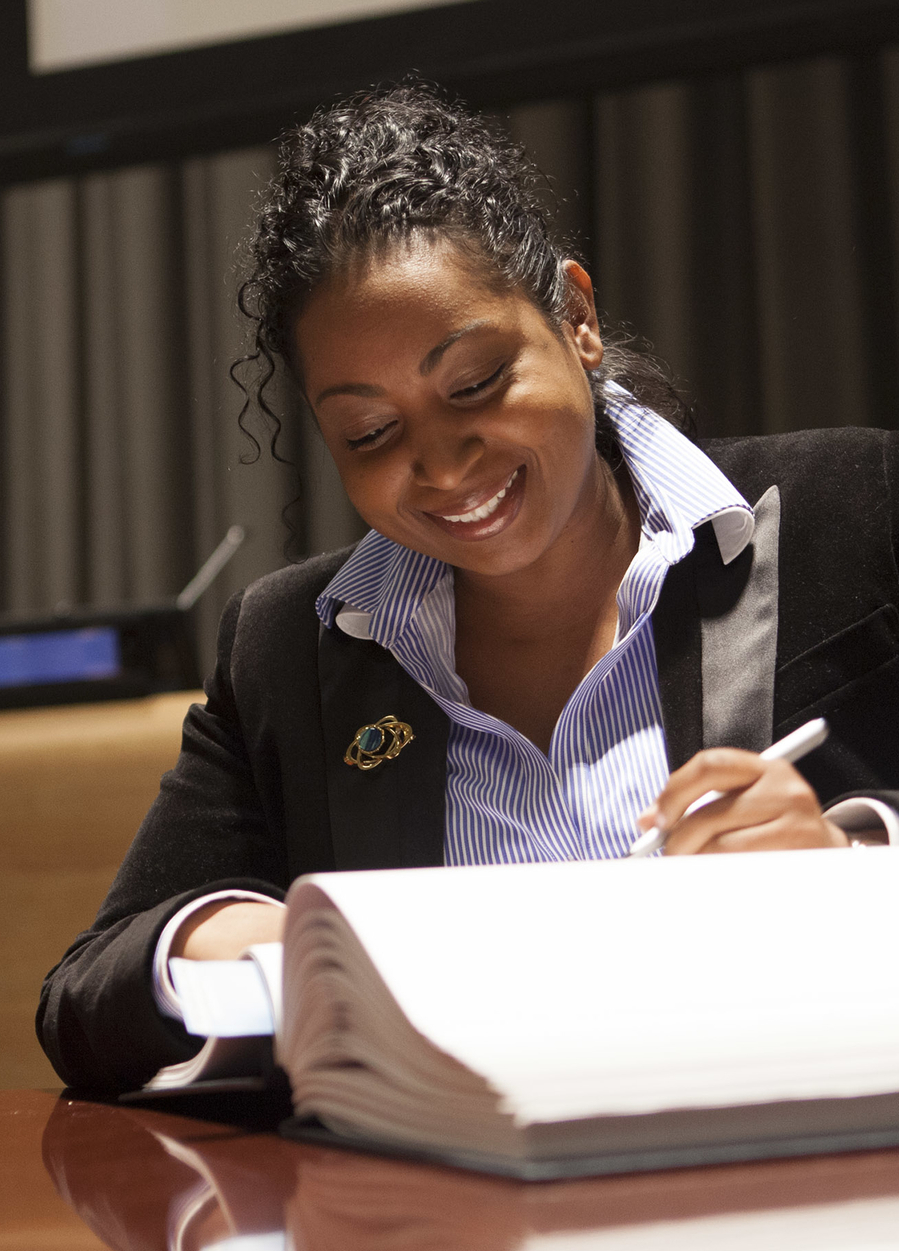
Menissa Rambally, 2013

Menissa Rambally (* 16. Januar 1976) ist eine lucianische Politikerin der Saint Lucia Labour Party (SLP) und Diplomatin. Sie war von 2000 bis 2006 Ministerin und zwischen 2012 und 2016 Ständige Vertreterin des Inselstaates St. Lucia bei den Vereinten Nationen. Seit 2022 ist sie erneut Ständige Vertreterin bei den Vereinten Nationen.

## Berufsweg
Menissa Rambally begann nach dem Schulbesuch ein Studium der Betriebswirtschaftslehre am Caribbean Union College der Andrews University auf dem Campus in Trinidad und Tobago, welches sie 1995 mit einem Associates of Science sowie 1996 mit einem Bachelor of Business Administration (B.B.A.) beendete. Im Alter von 21 Jahren wurde sie als Kandidatin der Saint Lucia Labour Party (SLP) bei der Parlamentswahl am 23. Mai 1997 in das Parlament von St. Lucia (House of Assembly) gewählt und war damals die jüngste Abgeordnete in der Karibik und im gesamten Commonwealth of Nations. Ihren Sitz konnte sie bei der Parlamentswahl am 3. Dezember 2001 verteidigen und gehörte dem House of Assembly bis zum 11. Dezember 2006 an. Sie war zwischen 1997 und 1999 als parlamentarische Staatssekretärin des Ministeriums für Tourismus und Zivilluftfahrt, als kommissarische Ministerin für Gesundheit, Geschlechterverhältnisse und Familienangelegenheiten, als kommissarische Ministerin für Bildung, Personalentwicklung, Jugend und Sport und als kommissarische Ministerin für Handel, Industrie und Verbraucherangelegenheiten Mitglied des Kabinetts von Premierminister Kenneth Anthony.
Rambally wurde im Zuge einer Kabinettsumbildung 2000 zur Ministerin für Tourismus und Zivilluftfahrt (Minister for Tourism and Civil Aviation) ernannt. Im folgenden Jahr wechselte sie in das Ressort für soziale Transformation, Kultur und Kommunalverwaltung (Minister for Social Transformation, Culture and Local Government). Bei der Parlamentswahl am 11. Dezember 2006 erlitt die Saint Lucia Labour Party eine Wahlniederlage und auch sie verlor ihr Mandat im House of Assembly. In der Folgezeit arbeitete sie seit 2006 als politische Beraterin für Sozialprogramme in anderen Staaten der Karibik, unter anderem bei der Schaffung eines Systems der lokalen Verwaltung in Barbados. Nach dem erneuten Wahlsieg der SLP bei der Parlamentswahl am 28. November 2011 wurde sie zur Ständige Vertreterin bei den Vereinten Nationen in New York City ernannt und überreichte daraufhin am 6. Juni 2012 UN-Generalsekretär Ban Ki-moon ihre Akkreditierung. Sie verblieb auf diesem Posten bis 2017 und war danach als politische und sozialpolitische Beraterin für Regierungen und politische Organisationen in der Karibikregion tätig.
2022 wurde Menissa Rambally abermals Ständige Vertreter von St. Lucia bei den Vereinten Nationen und überreichte am 10. März 2022 dem Generalsekretär der Vereinten Nationen, António Guterres, ihr Beglaubigungsschreiben.